# 蒸汽浴
蒸汽浴（Steam bathing）是一种在充满温热蒸汽的浴室内浴身的洗浴方式，兼具理疗效果。温度约在40℃~50℃。现代蒸汽浴类型有土耳其蒸汽浴、俄罗斯蒸汽浴等。